# Furcivena dialithalis
Furcivena dialithalis là một loài bướm đêm trong họ Crambidae.